# Clubiona godfreyi
Clubiona godfreyi är en spindelart som beskrevs av Roger de Lessert 1921. Clubiona godfreyi ingår i släktet Clubiona och familjen säckspindlar. Inga underarter finns listade i Catalogue of Life.